# جاده ۸۷ (ایران)
جاده ۸۷  جاده‌ای در شرق ایران که بجنورد در  استان خراسان شمالی را از طریق سبزوار به گناباد در استان خراسان رضوی متصل می‌کند.